# Hrabstwo Kankakee

Piramida wieku hrabstwa

Hrabstwo Kankakee znajduje się w północno-wschodniej części stanu Illinois. W roku 2000 liczba mieszkańców wyniosła 103.833. Stolicą jest Kankakee.

## Historia
Pierwsi osadnicy przybyli w 1834 roku. Wielu pochodziło ze stanu Nowy Jork i Vermont. Kupowano ziemię głównie w pobliżu Momence. Ustawą stanowego parlamentu hrabstwo powstało 11 lutego 1853 roku z północnej części Iroquois i południowej Will. Nazwa pochodzi od rzeki Kankakee. Pierwszymi gminami były: Yellowhead, Rockville, Bourbonnais, Momence, Park Aroma i Limestone.
Urodziło się tutaj trzech gubernatorów Illinois:
- Len Small
- Samuel Harvey Shapiro
- George Ryan

## Geografia

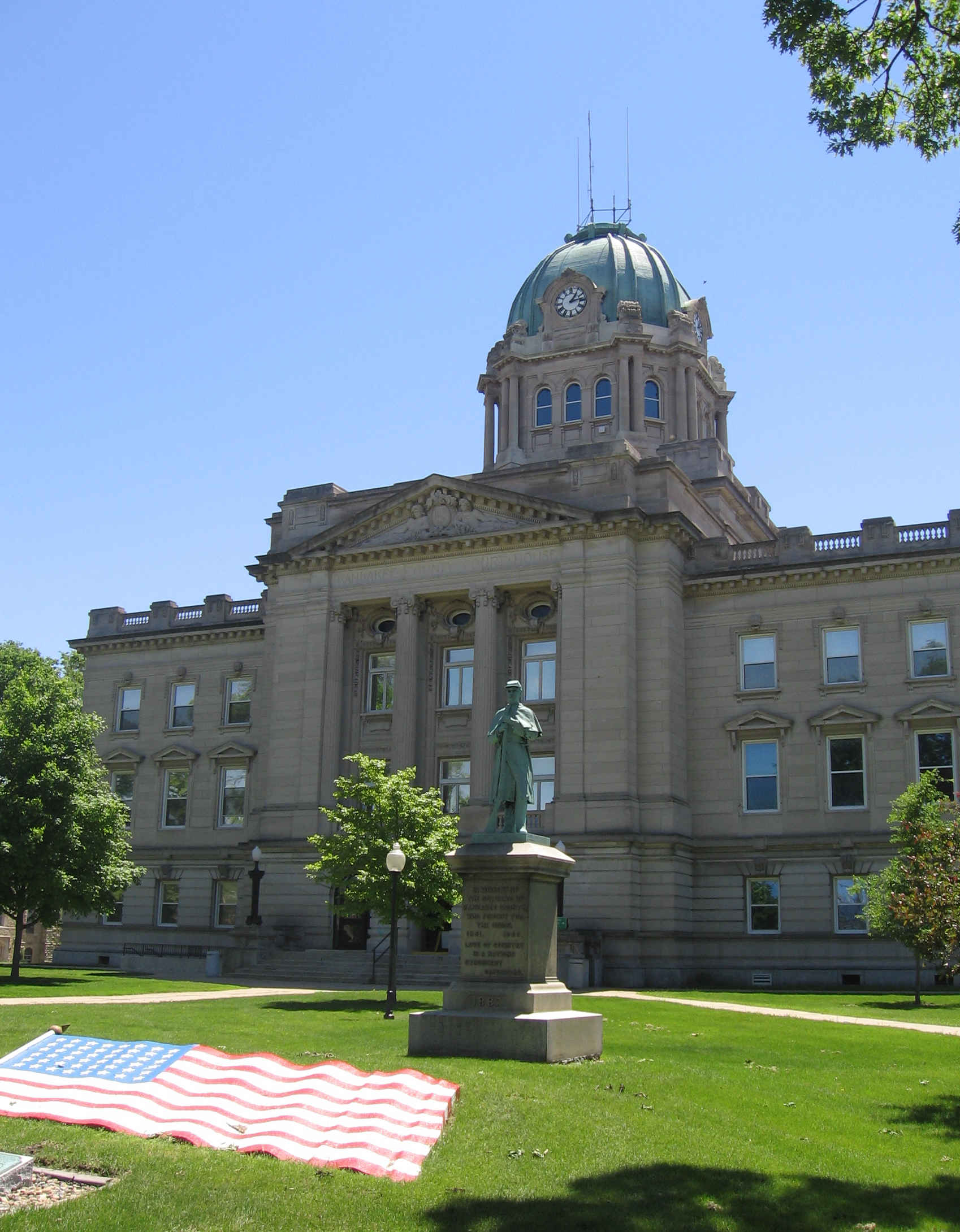
Siedziba władz

Hrabstwo jest częścią Chicagolandu. Całkowita powierzchnia wynosi 1765 km²,  tego 12 km² (0,69%) stanowi woda.

### Miejscowości
- Kankakee
- Momence

### Wioski
| - Aroma Park - Bonfield - Bourbonnais - Bradley - Buckingham - Essex | - Grant Park - Herscher - Hopkins Park - Irwin - Limestone - Manteno | - Reddick - Sammons Point - St. Anne - Sun River Terrace - Union Hill |

### Gminy
| - Aroma - Bourbonnais - Essex - Ganeer - Kankakee - Limestone - Manteno - Momence - Norton | - Otto - Pembroke - Pilot - Rockville - St. Anne - Salina - Sumner - Yellowhead |

### Sąsiednie hrabstwa
| - Hrabstwo Will – północ - Hrabstwo Lake – północny wschód - Hrabstwo Newton – wschód - Iroquois – południe | - Hrabstwo Ford – południowy zachód - Hrabstwo Livingston – południowy zachód - Hrabstwo Grundy – północny zachód |